# Lagynophoria

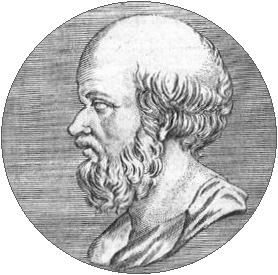
Ératosthène, auteur de la seule source décrivant les lagynophoria.

Les lagynophoria sont des fêtes instituées par Ptolémée IV Philopator et pratiquées dans la région d'Alexandrie sous la dynastie des Lagides. Le vin et le monde agricole était alors mis à l'honneur.

## Description
Les lagynophoria ne sont connues qu'au travers d'une seule source, l'Arsinoe d'Ératosthène. Ces fêtes tiraient leur nom des lagynoi, récipients de bonne taille qui servaient à transporter le vin, mais sensiblement plus petits cependant que des amphores, de façon à pouvoir être aisément transportées par une seule personne. 
Ces fêtes permettent notamment d'expliquer une partie de la production statuaire durant cette période ; en effet, de nombreuses statues  et copies romaines très réalistes représentant des femmes ivres, des enfants jouant, des hommes ou femmes sous le poids de l'âge... ont été retrouvées.
Leur fonction est mal connue, on ne sait s'il s'agit d'un sujet de moqueries ou des offrandes, mais on peut vraisemblablement les rattacher à ces fêtes pendant lesquelles les différences sociales s'inversaient en quelque sorte.

## Leslagynoiutilisés lors des fêtes

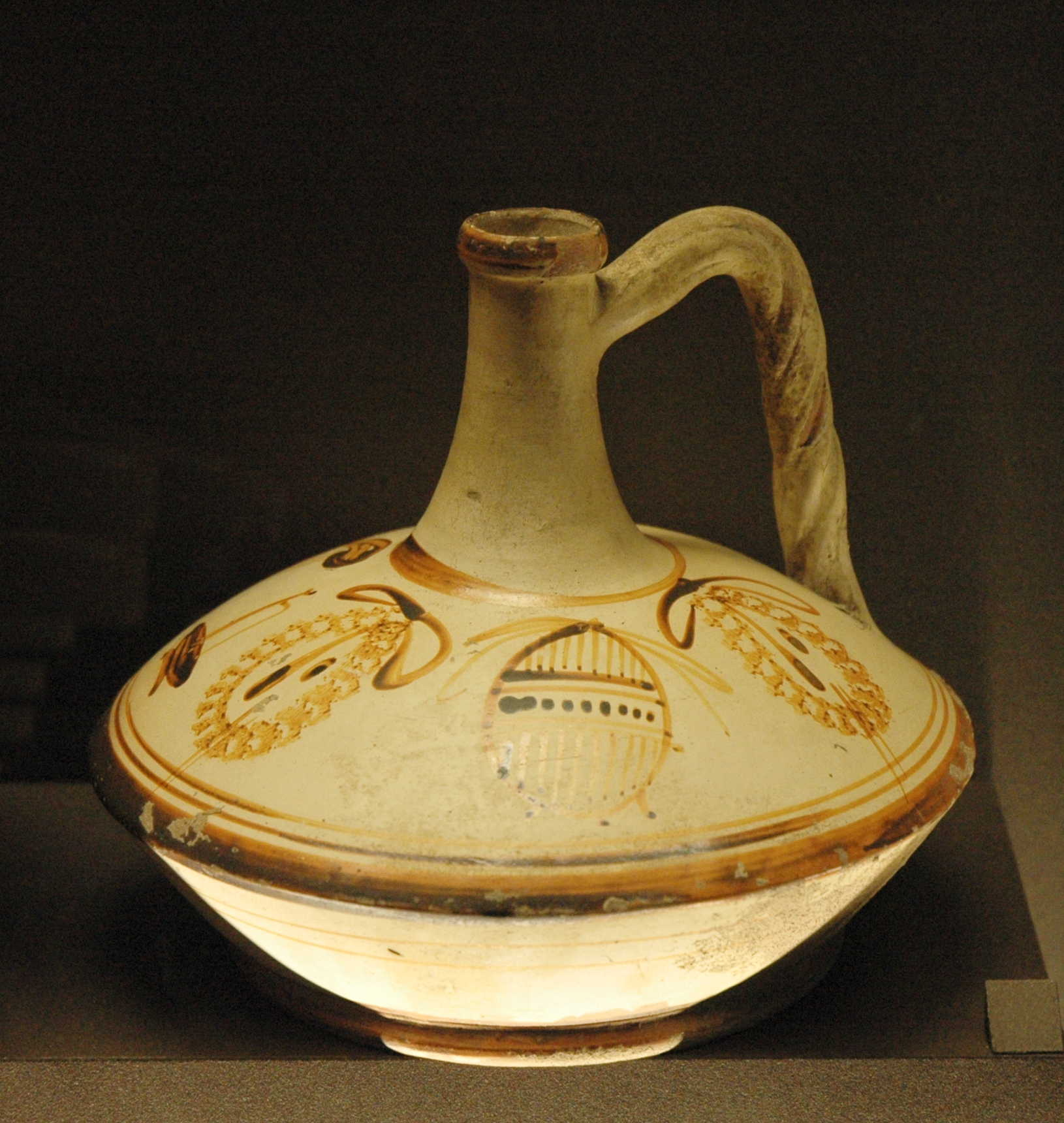
Lagynos décoré d'instruments de musique.

Selon Andrea Berlin, les premiers lagynoi (λαγυνοι, pluriel de λαγυνος, lagynos) auraient été des récipients de métal. Ce sont des récipients ventrus, dotés d'une anse et d'un long col se rétrécissant légèrement en allant vers l'extrémité du goulot ; grâce à leur base plate, il est possible de les poser. 
Il en existait de deux types : des lagynoi fins et élégants, recouverts d'un engobe blanc et décorés de motifs peints, destinés à être posés sur une table ; et des lagynoi plus grossiers, servant au transport commercial du vin. Il est probable que, lors des lagynophoria, c'est cette dernière variété qui était utilisée par les participants pour apporter du vin de chez eux.